# Satsuki Fujisawa
Satsuki Fujisawa (藤澤 五月?, Fujisawa Satsuki; Abashiri, 24 maggio 1991) è una giocatrice di curling giapponese.

## Carriera
Nel 2022 ha vinto la medaglia di argento nel torneo femminile ai Giochi olimpici di Beijing, perdendo la finale con la Gran Bretagna, insieme alle compagne Yurika Yoshida, Chinami Yoshida, Yūmi Suzuki, .
Nel 2018 ha vinto la medaglia di bronzo nel torneo femminile ai Giochi olimpici di Pyeongchang, insieme alle compagne di squadra Chinami Yoshida, Yūmi Suzuki, Yurika Yoshida e Mari Motohashi.

## Palmarès

### Olimpiadi
- Argento a Beijing 2022;
- Bronzo a Pyeongchang 2018;

### Mondiali
- Argento a Swift Current 2016.